# Paavo Suomalainen
Paavo Suomalainen, född 28 oktober 1907 i Helsingfors, död där 16 oktober 1976, var en finländsk zoofysiolog. Han var bror till genetikern Esko Suomalainen.
Suomalainen blev filosofie doktor 1937 och var 1940–1973 professor i fysiologisk zoologi vid Helsingfors universitet. Han var inflytelserik inom universitetsförvaltningen och aktiv inom flera vetenskapliga samfund samt som redaktör för tidskrifter och bokverk. Hans empiriskt deskriptivt anlagda forskning behandlade huvudsakligen igelkottens och andra däggdjurs vintersömn och hypotermi (bland annat avhandlingen Über den Winterschlaf des Igels, 1935). Han var medförfattare till flera flitigt använda läroböcker.